# دهستان حصارامیر
 حصار امیر دهستانی در بخش مرکزی شهرستان پاکدشت، استان تهران در ایران است. براساس سرشماری مرکز آمار ایران در سال ۱۳۸۵، جمعیت آن ۴۵۰۸۲ نفر (۱۱۱۲۵ خانوار) بوده‌است.